# Alliance des Bakongo
Pour les articles homonymes, voir ABAKO.
L'Alliance des Bakongo (Association des Bakongo pour l'unification, la conservation et l'expansion de la langue kikongo ou ABAKO) a été fondée en 1949 dans un but purement culturel. L'association aspirait à un renouveau de la culture des Bakongo. Elle fut dissoute en 1966. Elle est fondée par Joseph Kasa-Vubu, ancien élève du grand séminaire de Kabwe et Nzeza Landu, ancien élève du grand séminaire de Brazzaville.

## Repère historique
l'Alliance des Bakongo fut créée en 1949 par Edmond Nzeza Nlandu pour unifier, conserver et perfectionner la langue kikongo. Il tenait énormément à la survie du journal Kongo dia Ngunga dont les cotisations des membres servaient à la réalisation. D'abord association culturelle, L'ABAKO deviendra parti politique en 1954 avec Joseph Kasa-Vubu lors d'une réunion extraordinaire qui s'était tenu le 21 mars 1954 au stade Reine Astrid (l'actuel stade Tata Raphaêl, ex-stade du 24 novembre). 
Kasa-Vubu y vient pour la première fois, il était assis au fond de la salle, mêlé à la foule. alors que Nzeza Nlandu dépose et opte pour se consacrer au journal.. Kasa-Vubu sera proposé à la présidence sous un tonnerre d'applaudissements. Lui-même ne s'y attendait pas. Kasa-Vubu commença à donner à l'Abako des bases solides, d'en assurer une expansion numérique, d'en faire un puissant instrument politique.

## Organisation
Le comité directeur de l'Abako est composé de Nzenza Nlandu Edmond dernier sera considéré comme le père de l'indépendance de la république démocratique du Congo.
- Daniel Kanza, vice-président. Il sera exclu de l'association en février 1960.
- Kingotolo Antoine, secrétaire
- Nzeza Simon, trésorier
- Nzeza Landu Edmond, Dinga Dominique, Yumbu Joseph : conseillers.

En août 1956, l'Abako s'engage sur le plan politique par la publication d'un manifeste de conscience africaine. Le manifeste Abako revendique notamment l'africanisation des cadres et l'octroi aux Congolais des droits politiques et libertés fondamentales.
De nombreuses sections se créeront dans les différents districts des Cataractes et du Bas-Congo. D'autres se créeront aussi à Bukavu, Stanleyville et Coquilhatville.
L'Abako joua un rôle capital dans la lutte pour l'indépendance de l'ex-Congo belge. Elle fit l'objet de nombreuses attaques en vue de la censure de son message revendicateur d'une indépendance congolaise immédiate, une fois constituée sous forme politique.
Le 4 janvier 1959, l'interdiction d'une réunion de cette association, laquelle entendait faire un compte rendu public de la première conférence des peuples Africains (décembre 1958), déclencha une émeute suivie d'un massacre à Léopoldville. Le 8 janvier 1959, Joseph Kasa-Vubu, président du mouvement nationaliste de l'Abako, est arrêté et « exilé » en Belgique.
L'Association des Bakongo sera dissoute officiellement le 11 janvier 1959 par un arrêté du bourgmestre de Léopoldville.
Cependant Joseph Kasa-Vubu la reconstituera la 26 juin de la même année, mais sous la dénomination d'Alliance des Bakongo.
À son retour de Belgique, en mai 1959, Joseph Kasa-Vubu déclare publiquement qu'il ne reconnaîtra plus les autorités belges à partir du 1er janvier 1960.

## Idéologie

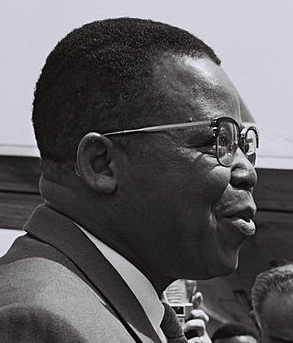
Joseph Kasa-Vubu

Indépendance immédiate et fédéralisme
L'Abako n'a jamais exposé de programme politique systématique. Le parti des Bakongo a été le promoteur de l'indépendance immédiate. Lors de son installation comme bourgmestre de la commune de Dendale en  avril 1958, Joseph Kasa-Vubu réclame dans un premier temps l'autonomie interne, avant d'exiger l'indépendance immédiate et sans conditions, lequel deviendra le mot d'ordre des membres de l'Abako.
Le président de l'ABAKO, Joseph Kasa-Vubu sera le premier président du Congo indépendant. Daniel Kanza, le Vice-Président de l'ABAKO, deviendra le premier bourgmestre de Kinshasa tandis que son fils, Thomas Kanza, premier universitaire congolais diplômé en Belgique, sera membre du gouvernement Lumumba.
En tant que président, Kasa-Vubu a tenté de mettre en œuvre une forme de gouvernement plus régionaliste et tribaliste sous une façade de fédéralisme. L'Abako, malgré son alliance en 1960 avec le parti nationaliste, modernisateur, multiracial et de gauche Mouvement national congolais, avait donc une vision politique beaucoup plus conservatrice et réactionnaire.
L'ABAKO est dissoute en 1966 lorsqu'un régime autoritaire de type présidentiel, s’appuyant sur un parti unique, le Mouvement populaire de la révolution (MPR), est instauré.